# Charanyca fasciata
Charanyca fasciata är en fjärilsart som beskrevs av Krombach 1920. Charanyca fasciata ingår i släktet Charanyca och familjen nattflyn. Inga underarter finns listade i Catalogue of Life.